# 放課後エージェントオーサム
放課後エージェント!オーサム（原題：Rated A for Awesome）は、ディズニーXDで放送されているCanadaのテレビアニメ。
アメリカ合衆国では、2011年6月20日から放送されている、日本では、2012年からリピート放送が行われており、ディズニー動画での配信も行われている。

## 概要
周りにある退屈なものやつまらないものを学校だろうが先生だろうが全てオーサム（最高にいかす、かっこいい）に改造してしまう、小柄だけれど想像力豊かなオーサムのリーダーのレスター、メカ好きでずぼ抜けたIQの持ち主のノーム、レスターの義理の妹で運動抜群なセラ、ノルウェーの留学生のラーズ、イカしたヘアスタイルでカメラ担当のサルのミスター・トゥィッチーの4人と1匹の自称「チーム・オーサム」が送るコメディアニメーション。

## 登場人物
レスター
声 - 林勇（日本語吹き替え版）、サムエル・ビンセント（原語版）
本作の主人公で、オーサムのリーダー。楽しいことを考えるのが大好き。メンバーの中では比較的小柄な体格をしているため、身長を気にしていることもある。
オーサムの計画を経てる際に自分が楽しようとしたりするため、トラブルを起こすこともある。チェットとは敵対関係らしい。
なお、臭いものを嗅ぐと強烈な技（手で風を起こして人を吹き飛ばす）が使える。
セラ
声 - 早水リサ（日本語吹き替え版）、キアラ・ザニ（en:Chiara Zanni）（原語版）
運動神経抜群な褐色の肌の少女。レスターの義妹。
「女だから」という性別で差別されることが大嫌い。普段は男まさりな部分が多いが、ノームに想いを寄せているなど女の子らしいところもある。
ノーム
声 - 太田哲治（日本語吹き替え版）、ブライアン・ドラモンド（原語版）
メカオタクの少年。眼鏡をかけている。メンバー中で最も長身だが、頭部が首～腰と同程度の長さ。
主にレスター達のアイデアなどでメカを作り、オーサムにするがほとんどは機械の調子が悪くなったりして暴走することもある。
ギターを弾くのが好きなのか、陰でバンドをしていることも。
セラのことが好きなのか、彼女に抱きしめられたりすると頬を赤くする場面がある。
ラーズ
声 - 粟野志門（日本語吹き替え版）、コリン・マードック（原語版）
北欧出身の留学生。少し変わり者だが、芸能の才能がある。他のメンバーと比べると、やや太めの体型をしている。自分の生まれた故郷のノルウェーが好き。魚が大好き。
ミスター・トウィッチー
声 - タバサ・セント・ジェルマン（原語・日本語版）
オーサムのカメラマンを務める金髪のサル。オッケーが口癖。バナナが好物。
一度、ノームの機械でレスターと会話をしたことがある。
チェット
声 - 川原慶久（日本語吹き替え版）
レスター達のクラスメイトであり、お金持ち。ナルシストで他のクラスメイトを泣かしたり、いじめるのが好きである。レスター達をからかうこともある。お金持ちなので豪邸に住んでいる他に自分用執事がいる。なお助けてほしい時はお金を渡すことも。
一度、セラに恋をしたことがある。

## 放送リスト
| No. | サブタイトル                                    |
| --- | ----------------------------------------------- |
| 1   | サイコーの教師 / レスターの破滅の歌             |
| 2   | お水をください / ハートをとかそう               |
| 3   | 氷の世界 / 恋のスケボー                         |
| 4   | 居残りクラブ / 芝刈りレンジャー                 |
| 5   | 賢く眠ろう / 群れのリーダー                     |
| 6   | さらば夏の日 / チーム・インクレディブル         |
| 7   | 卒業アルバム / ボスキャラ・レスター             |
| 8   | 本物のファン / どっちが人気でショーか?          |
| 9   | 恐怖のメリーゴーランド / 風変わりな楽隊リーダー |
| 10  | おしゃれ対決 / ゴルフのトロフィー               |
| 11  | 歯医者がキライ / ラーズの声                     |
| 12  | ノルウェーに恋して / 寝ぼすけおサル             |
| 13  | セラの運命の恋人 / バイキング王エリック         |
| 14  | 服の逆襲 / グリッカーズヴィルの悪夢             |
| 15  | ノームの最悪な1日 / ブラックメール              |
| 16  | ふたりのレスター / クラッシュ・ダンス           |
| 17  | 永遠の敵 / トゥイッチー＆トンガ                 |
| 18  | ※現時点では未放映                               |
| 19  | お魚パニック / 子守は大仕事                     |
| 20  | ミュータントはいい人 / 怪物に用心せよ           |
| 21  | 恐怖のバイ菌ティッシュ / マスコット・ウォーズ   |
| 22  | いつでもオーサム / カンフー・マスター           |
| 23  | オーサム・モンキー / ノームって誰？             |
| 24  | トゥイッチーの真実／恐怖のファッション・ゾンビ  |
| 25  | ギプス・バイク／ノーム、宇宙へ行く？            |

## スタッフ
- 制作:en:Asaph Fipke[1]
- プロダクション：ナード・コープス・エンタテインメント(en:Nerd Corps Entertainment)